# Longford (hrabstwo)
Longford (irl. Contae an Longfoirt) – hrabstwo leżące na północnym zachodzie irlandzkiej prowincji Leinster.
Istnieje tysiącletni związek Longford z klanem Farrel. O’Fearghailowie byli gaelickimi władcami Annaly (w przybliżeniu środkowej Irlandii, łącznie z dzisiejszym hrabstwem Longford) i wywodzą swoje korzenie od bitwy o Clontarf. Główną bazą klanu było miasto Longford. Straciwszy kontrolę nad tym terytorium 400 lat temu, klan mieszkał i wojował za granicą. Jednak większość jego członków powróciła i osiedliła się znowu w Longford. Dzisiaj nazwisko Farrell jest jednym z najliczniejszych w hrabstwie, a miasto Longford pozostaje centrum handlu i administracji.
Ruiny klasztorów w miastach Ardagh, Abbeylara, Abbeyderg i Wyspie Inchcleraun na rzece Shannon przypominają o długiej historii chrześcijaństwa w tym hrabstwie.
Większość Longford leży w dorzeczu rzeki Shannon, która stanowi zachodnią granicę. Liczne jeziora, mokradła, pastwiska i bagna charakteryzują Longford generalnie jako położone nisko: najwyższym punktem jest Carn Clonhugh – 279 m. Rozwinięta jest tam hodowla bydła i owiec oraz uprawa owsa i ziemniaków.
Większe miasta hrabstwa:
- Granard
- Ballymahon
- Edgeworthstown